# 1896 en musique classique
| \| • Retour à la chronologie générale de la musique classique • \| |
| Grèce • Rome • Haut Moyen Âge • VIIIe siècle • IXe siècle • Xe siècle • XIe siècle XIIe siècle • XIIIe siècle • XIVe siècle • XVe siècle • XVIe siècle • XVIIe siècle XVIIIe siècle • XIXe siècle • XXe siècle • XXIe siècle |
| • Retour à la chronologie générale de la musique classique • |

| Années en musique classique : 1893 - 1894 - 1895 - 1896 - 1897 - 1898 - 1899    |
| Décennies en musique classique : 1860 - 1870 - 1880 - 1890 - 1900 - 1910 - 1920 |

## Événements
- 1er février : La Bohème, opéra de Giacomo Puccini, sur un livret de Giuseppe Giacosa et Luigi Illica, créé au Teatro Regio de Turin, sous la direction d'Arturo Toscanini.
- 16 février : la Symphonie no 2 d'Albéric Magnard créée à Nancy sous la direction de Guy Ropartz.
- 19 mars : le Concerto pour violoncelle en si mineur d'Antonín Dvořák créé à Londres par Leo Stern au violoncelle accompagné par l'orchestre de la société philharmonique sous la direction du compositeur.
- 28 mars : Andrea Chénier, opéra d'Umberto Giordano, créé à la Scala.
- 2 juin : Concerto pour piano no 5, de Camille Saint-Saëns, créé à Paris par Saint-Saëns (piano) et l'Orchestre de la Société des concerts du Conservatoire, sous la direction de Paul Taffanel.
- 7 juin : Der Corregidor, opéra d'Hugo Wolf, créé à Mannheim sous la direction de Hugo Rohr.
- 9 octobre : le Quatuor à cordes no 13 en sol majeur d'Antonín Dvořák créé lors d'un concert de l'Association de Musique de chambre Tchèque.
- 15 octobre : ouverture de la Schola Cantorum de Paris.
- 30 octobre : Symphonie gaélique d'Amy Beach créé à Boston par l'Orchestre symphonique de Boston sous la direction d'Emil Paur.
- 7 novembre : La Jeune Fille dans la tour, opéra de Sibelius, créé en version de concert à Helsinki sous la direction du compositeur.
- 10 novembre : le Quatuor à cordes no 14 en la bémol majeur d'Antonín Dvořák créé à Vienne par le Quatuor Rosé (le 20 décembre à New York par le Quatuor de Bohême).
- 27 novembre : Ainsi parlait Zarathoustra, poème symphonique de Richard Strauss, créé à Francfort sous la direction du compositeur.
- 10 décembre : Thème et Variations de Gabriel Fauré, créé à Londres par Léon Delafosse.
- 27 décembre : Poème d'Ernest Chausson, créé à Nancy par Eugène Ysaÿe.
- 31 décembre : inauguration du Théâtre Amazonas, à Manaus au Brésil.

Date indéterminée
- Composition de la Symphonie no 3 de Gustav Mahler (création en 1902).

## Naissances

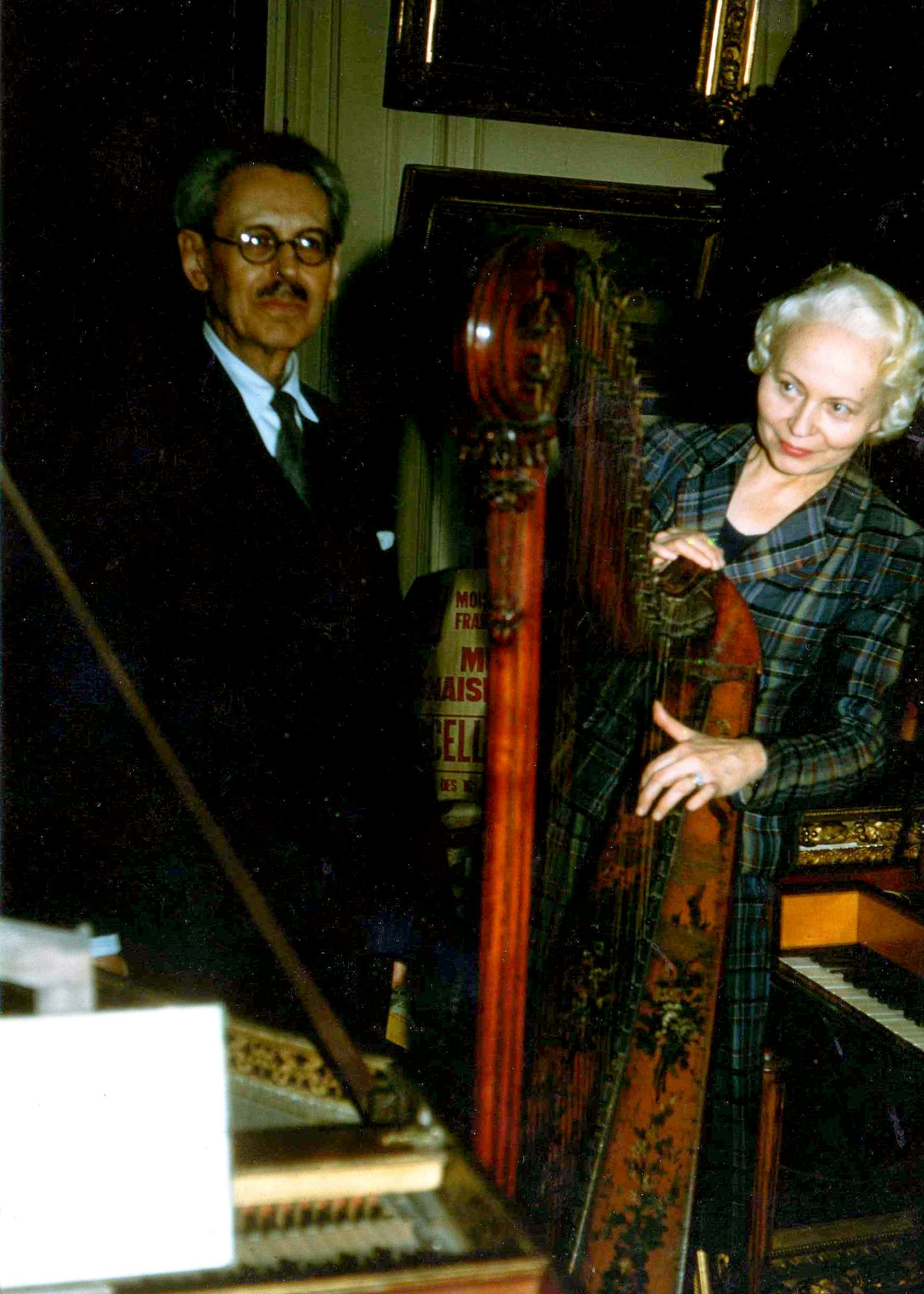
Robert et Marcelle de Lacour

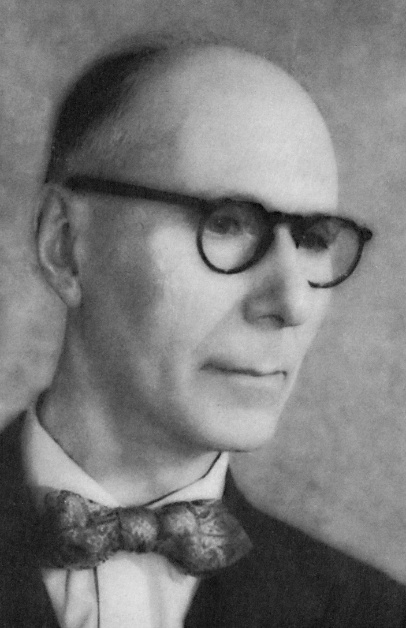
Georges Aubanel

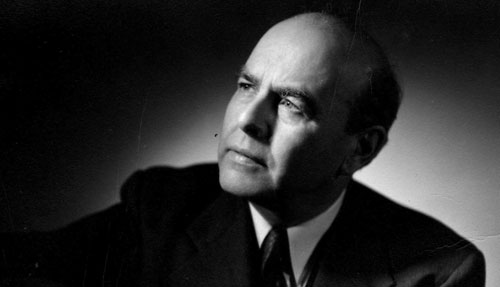
Auguste Descarries

- 4 janvier : Agostino Gabucci, clarinettiste et compositeur italien († 7 juin 1976).
- 8 janvier :
  - Élisabeth Brasseur, chef de chœur française († 23 novembre 1972).
  - Jaromír Weinberger, compositeur et pédagogue tchèque († 8 août 1967).
- 16 février :
  - Alexander Brailowsky, pianiste ukrainien naturalisé français († 25 avril 1976).
  - Charles Panzéra, chanteur d'opéra suisse († 5 juillet 1976).
- 26 février : Tauno Hannikainen, violoncelliste et chef d'orchestre finlandais († 12 octobre 1968).
- 29 février : Wladimir Vogel, compositeur suisse d'origine allemande et russe († 19 juin 1984).
- 1er mars : Dimitri Mitropoulos, chef d'orchestre, pianiste et compositeur grec, naturalisé américain († 2 novembre 1960).
- 1er mars : Maria Bach, compositrice et peintre autrichienne († 26 février 1978 (à 81 ans)).
- 5 mars : Eduard Erdmann, pianiste et compositeur germano-balte († 21 juin 1958).
- 19 mars : Jean Wiener, pianiste et compositeur français († 8 juin 1982).
- 20 mars : Serge Jaroff, chef d’orchestre, chef de chœur et compositeur russe († 9 octobre 1985).
- 26 mars : Anton Profes, compositeur autrichien († 22 août 1976).
- 3 avril : Sergueï Mikhaïlovitch Kotchoubeï, chanteur d'opéra et de concert († 25 décembre 1960).
- 4 avril : Daniel Bonade, professeur et clarinettiste classique américain († 30 octobre 1976).
- 18 avril : Alois Melichar, compositeur et chef d'orchestre autrichien († 9 avril 1976).
- 4 mai : Carlo Boller, musicien et chef d'orchestre suisse († 23 janvier 1952).
- 11 mai : Josip Štolcer-Slavenski, compositeur croate († 30 novembre 1955).
- 29 mai : Walter Abendroth, compositeur allemand († 30 septembre 1973).
- 11 juin : Madeleine Grey, chanteuse classique française († 13 mars 1979).
- 20 juin : Wilfrid Pelletier, pianiste, chef d'orchestre québécois († 9 avril 1982).
- 29 juin : Louis Beydts, compositeur français († 15 août 1953).
- 9 juillet : Pierre Menu, compositeur français († 16 octobre 1919).
- 10 juillet : Stefan Askenase, pianiste polonais († 18 octobre 1985).
- 21 juillet : Jean Rivier, compositeur français († 6 novembre 1987).
- 15 août : Vera Moore, pianiste originaire de Nouvelle-Zélande († 8 mars 1997).
- 1er septembre : Simon Barere, pianiste américain d’origine russe († 2 avril 1951).
- 6 septembre : Georges Aubanel, compositeur français († 10 mars 1978).
- 13 septembre : Tadeusz Szeligowski, compositeur polonais († 10 janvier 1963).
- 19 septembre : Robert Dussaut, compositeur français († 23 octobre 1969).
- 25 septembre : Roberto Gerhard, compositeur espagnol, naturalisé britannique († 5 janvier 1970).
- 17 octobre : Jaap Spaanderman, compositeur et chef d'orchestre néerlandais († 2 juillet 1952).
- 28 octobre : Howard Hanson, compositeur, chef d'orchestre, théoricien et pédagogue américain († 26 février 1981).
- 30 octobre : Antonino Votto, chef d’orchestre et pianiste italien († 9 septembre 1985).
- 1er novembre : Karel Šejna, chef d'orchestre tchèque († 17 décembre 1982).
- 6 novembre : Marcelle de Lacour, claveciniste française († 24 mars 1997).
- 16 novembre : Lawrence Tibbett, baryton américain († 15 juillet 1960).
- 25 novembre : Virgil Thomson, compositeur américain († 30 septembre 1989).
- 26 novembre : Auguste Descarries, organiste, pianiste, compositeur et professeur canadien († 4 mars 1958).
- 28 novembre : Józef Koffler, compositeur polonais et pédagogue († 1944).
- 3 décembre : Bolesław Szabelski, compositeur polonais († 27 août 1979).
- 21 décembre : Leroy Robertson, compositeur américain († 25 juillet 1971).
- 23 décembre : Lucie Vellère, compositrice belge († 12 octobre 1966 (à 69 ans)).
- 25 décembre : Fernande Decruck, compositrice française († 6 août 1954 (à 57 ans)).
- 28 décembre : Roger Sessions, compositeur américain († 16 mars 1985).
- 29 décembre : Oswald Kabasta, chef d'orchestre autrichien († 6 février 1946).

Date indéterminée
- María Teresa Prieto, compositrice espagnole († 24 janvier 1982).

## Décès

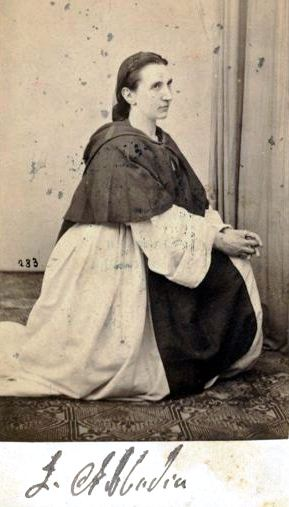
Luigia Abbadia

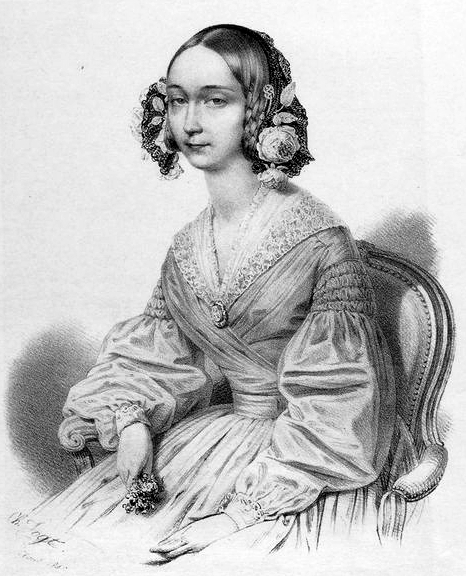
Julie Dorus-Gras

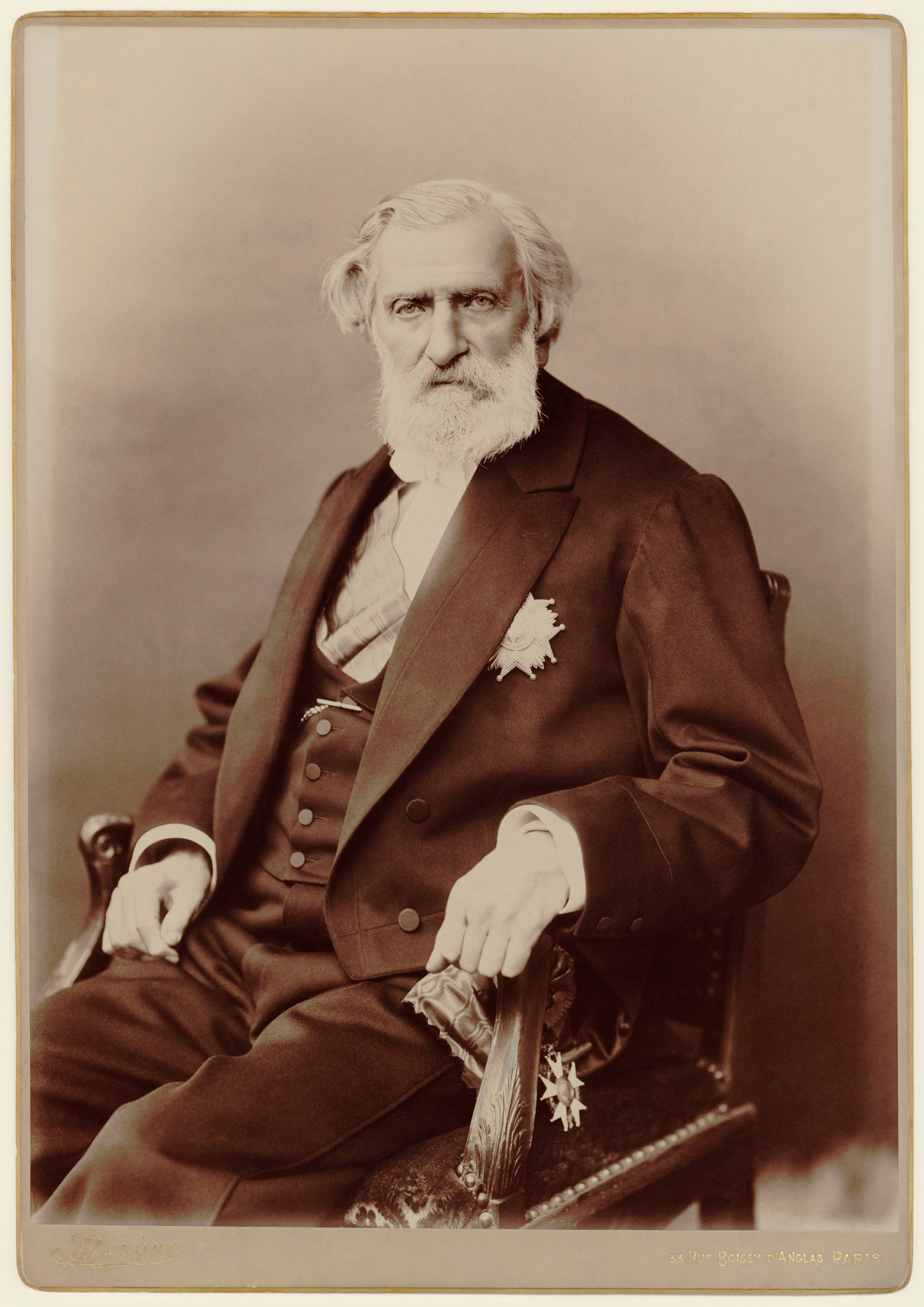
Ambroise Thomas

- 25 janvier : Luigia Abbadia, mezzo-soprano italienne (° 1821).
- 29 janvier : 
  - Jules Bordier, pianiste, compositeur et chef d'orchestre français (° 21 décembre 1846).
  - Alexis-Henri Fissot, pianiste, organiste et compositeur français (° 24 octobre 1843).
- 5 février : Henry David Leslie, compositeur et chef d'orchestre anglais (° 18 juin 1822).
- 6 février : Julie Dorus-Gras, soprano française (° 7 septembre 1805).
- 12 février : Ambroise Thomas, compositeur français (° 5 août 1811).
- 9 mars : Louise Haenel de Cronenthall, compositrice autrichienne (° 18 juin 1836).
- 28 avril : Pierre-François Villaret, ténor français (° 29 avril 1830).
- 30 avril : 
  - Antonio Cagnoni, compositeur italien (° 8 février 1828).
  - Charles Lucien Lambert, compositeur américain (° 1828).
- 20 mai : Clara Schumann, pianiste et compositrice allemande (° 13 septembre 1819).
- 7 juin : Pavlos Carrer, compositeur grec (° 12 mai 1829).
- 9 juin : 
  - Adolphe Danhauser, pédagogue, théoricien de la musique et compositeur français (° 26 février 1835).
  - Louis Dorus, flûtiste français (° 1er mars 1812).
- 16 juin : Léon Delahaye, compositeur français (° 22 novembre 1844).
- 19 juin : Jules Grison, organiste et compositeur français (° 7 décembre 1842).
- 26 juillet : Théodore Salomé, organiste, maître de chapelle et compositeur français (° 20 janvier 1834).
- 16 septembre : Antônio Carlos Gomes, compositeur brésilien (° 11 juillet 1836).
- 22 septembre : Katherina Klafsky, chanteuse d'opéra hongroise (° 19 septembre 1855).
- 23 septembre : Gilbert Duprez, ténor français (° 6 décembre 1806).
- 10 octobre : Jules Garcin, violoniste, chef d'orchestre et compositeur français (° 11 juillet 1830).
- 11 octobre : Anton Bruckner, compositeur autrichien (° 4 septembre 1824).
- 3 décembre : László Erkel, chef de chœur et professeur d'harmonie et de piano hongrois (° 9 avril 1845).
- 17 décembre : Richard Pohl, critique musical allemand (° 12 septembre 1826).

Date indéterminée
- Mikhail Touchmalov, chef d'orchestre et compositeur russe d'origine géorgienne (° 1861).